# Cryphoeca pirini
Cryphoeca pirini là một loài nhện trong họ Hahniidae.
Loài này thuộc chi Cryphoeca. Cryphoeca pirini được miêu tả năm 1921 bởi Drensky.